# Tiếng Guaraní

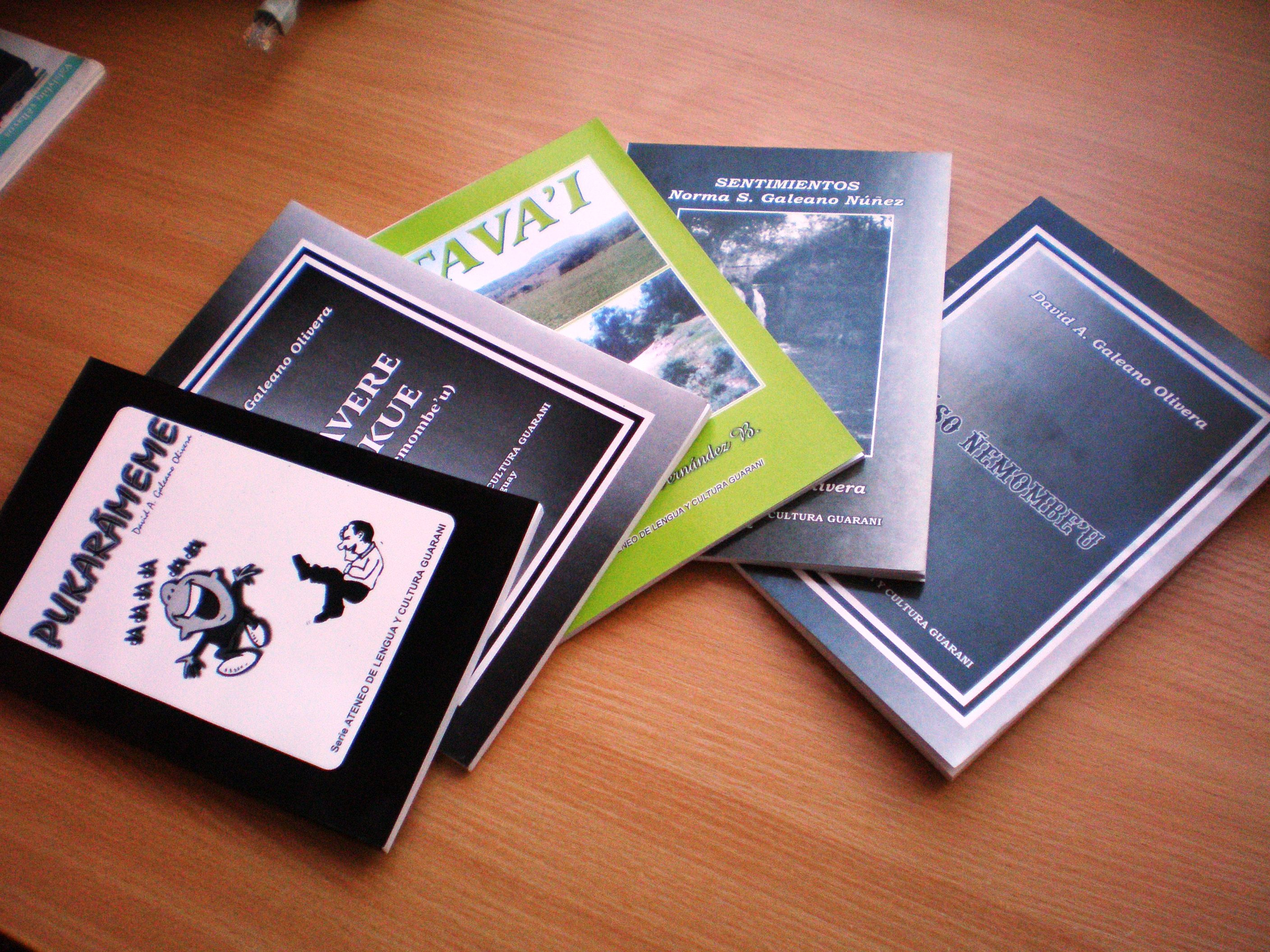
Những cuốn sách tiếng Guaraní

Tiếng Guarani, chính xác hơn là tiếng Guaraní Paraguay (avañe'ẽ [aʋãɲẽˈʔẽ] 'ngôn ngữ của con người'), là một ngôn ngữ bản địa tại Nam Mỹ thuộc về nhóm Tupí–Guaraní của hệ ngôn ngữ Tupi. Đây là một trong hai ngôn ngữ chính thức tại Paraguay (cùng với tiếng Tây Ban Nha), nơi phần lớn dân số có thể nói tiếng Guaraní và một nửa dân số vùng nông thôn chỉ biết nói tiếng Guaraní. Thứ tiếng này còn được nói tại nhiều khu vực của các quốc gia láng giềng, bao gồm một số nơi ở đông bắc Argentina, đông nam Bolivia và tây nam Brasil và đây cũng là ngôn ngữ chính thức thứ hai tại một tỉnh của Argentina, là tỉnh Corrientes từ năm 2004; nó cũng là ngôn ngữ chính thức tại Mercosur.
Tiếng Guaraní là một trong những ngôn ngữ bản địa phổ biến nhất và là ngôn ngữ duy nhất tại châu Mỹ có tỷ lệ lớn người nói không phải dân bản địa. Điều này là bất bình thường ở châu Mỹ, nơi mà các ngôn ngữ bản địa bị mai một dần và bị thay thế bằng ngôn ngữ của thực dân châu Âu (trong trường hợp này, một ngôn ngữ chính thức nữa của Paraguay là tiếng Tây Ban Nha). Quá trình này đã diễn ra gần như đồng thời với quá trình hình thành người Mestizo (những người có tổ tiên lai giữa người Tây Ban Nha và thổ dân châu Mỹ), cũng là những thổ dân châu Mỹ cấp tiến bị đồng hóa văn hóa.
Từ "Guaraní" thường được dùng để chỉ tiếng Guaraní Paraguay. Tuy nhiên, nó là một phần của một dãy phương ngữ, trong đó đa phần cũng được gọi là Guaraní.

## Ngữ âm
Mỗi âm tiết chỉ gồm một phụ âm cộng một nguyên âm hoặc chỉ nguyên âm; âm tiết không thể kết thúc bằng phụ âm và cũng không có cụm phụ âm.
Các nguyên âm /a/, /e/, /i/, /o/, /u/ về cơ bản là tương đương với trong tiếng Tây Ban Nha, dù các tha âm [ɛ], [ɔ] hay xuất hiện hơn; tự vị ⟨y⟩ thể hiện nguyên âm /ɨ/ (giống trong tiếng Ba Lan).
|       | Trước    | Giữa     | Sau      |
| ----- | -------- | -------- | -------- |
| Đóng  | /i/, /ĩ/ | /ɨ/, /ɨ̃/ | /u/, /ũ/ |
| Trung | /e/, /ẽ/ |          | /o/, /õ/ |
| Mở    |          | /a/, /ã/ |          |

### Phụ âm
Hệ thống phụ âm như sau:
|          |           | Môi        | Chân răng  | Chân răng-vòm | Vòm             | Vòm môi hóa       | Thanh hầu |
| -------- | --------- | ---------- | ---------- | ------------- | --------------- | ----------------- | --------- |
| Tắc      | vô thanh  | p          | t          |               | k               | kʷ ⟨ku⟩           | ʔ ⟨'⟩     |
| Tắc      | hữu thanh | b~m ⟨mb~m⟩ | d~n ⟨nd~n⟩ | dʒ~ɲ ⟨j~ñ⟩    | ɡ~ŋ ⟨ng~g̃⟩      | ɡʷ~ŋʷ ⟨ngu~g̃u⟩    |           |
| Xát      | Xát       |            | s          | ɕ ⟨ch⟩        |                 |                   | h ⟨h⟩     |
| Tiếp cận | Tiếp cận  | ʋ ⟨v⟩      |            |               | ɰ ~ ɰ̃ ⟨g⟩ ~ ⟨g̃⟩ | w ~ w̃ ⟨gu⟩ ~ ⟨g̃u⟩ |           |
| Vỗ       | Vỗ        |            | ɾ ⟨r⟩      |               |                 |                   |           |

Tự vị dùng khi viết nằm trong ngoặc nhọn nếu nó khác các viết với kí tự IPA.